# Chapelle Notre-Dame-de-la-Lauze
La chapelle Notre-Dame-de-la-Lauze est une chapelle située à Villarzel-Cabardès dans le département français de l'Aude en région Occitanie.

## Description
Les vestiges de cette chapelle  pré-romane construite en petit appareil de pierres placées de loin en loin en  arête-de-poisson n'ont pas été vraiment étudiés dans le détail. La date de construction de l'édifice est difficile à déterminer. La chapelle a été édifiée au plus tard au Xe siècle, peut-être bien antérieurement. Son plan est rectangulaire avec un chevet plat. Le portail principal s'ouvre dans le mur sud de la nef. L'arc triomphal de plein cintre est encore visible.

## Historique
L'édifice est classé au titre des monuments historiques en 1966.